# Liste von Sportstätten für Basketball in Uruguay
Diese Liste ist eine Aufstellung von Sportstätten für Basketball in Uruguay, unabhängig davon ob sie regelmäßig durch ein Basketballteam oder einmalig durch Basketballveranstaltungen genutzt wurden.
| Bild (außen) | Sportstätte                                   | Ort        | Zuschauerkapazität | Vereine                                       | Bild (innen) |  |
| ------------ | --------------------------------------------- | ---------- | ------------------ | --------------------------------------------- | ------------ |  |
|              | Palacio Cr. Gastón Güelfi                     | Montevideo | 4.500              | Peñarol Montevideo                            |              |  |
|              | Gimnasio Aguada                               | Montevideo | 1635               | Club Atlético Aguada                          |              |  |
|              | Estadio Antonio María Borderes                | Montevideo | 1565               | Club Atlético Atenas                          |              |  |
|              | Gimnasio Albérico Passadore                   | Montevideo | 1200               | Olimpia                                       |              |  |
|              | Gimnasio Bigua                                | Montevideo | 1200               | Biguá de Villa Biarritz                       |              |  |
|              | Gimnasio Unión Atlética                       | Montevideo | 1100               | Hebraica Macabi                               |              |  |
|              | Club Atlético Tabaré                          | Montevideo | 1100               | Club Atlético Tabaré                          |              |  |
|              | Gimnasio Julio Zito                           | Montevideo | 1000               | Club Atlético Cordón                          |              |  |
|              | Colón                                         | Montevideo | 1000               | Colón FC                                      |              |  |
|              | Gimnasio Santiago A. Cigliuti                 | Pando      | 1000               | Club Social y Deportivo Urupan                |              |  |
|              | Estadio Alberto Casal                         | Montevideo | 925                | Club Atlético Bohemios                        |              |  |
|              | Gimnasio Juan Francisco Canil                 | Montevideo | 900                | Club Malvín                                   |              |  |
|              | Gimnasio Óscar Magurno                        | Montevideo | 800                | Defensor Sporting Club, Club Atlético Welcome |              |  |
|              | Polideportivo Gran Parque Central             | Montevideo | 800                | Club Nacional de Football                     |              |  |
|              | Gimnasio Club Trouville                       | Montevideo | 780                | Club Trouville                                |              |  |
|              | Club Unión Atlética                           | Montevideo | 700                | Club Unión Atlética                           |              |  |
|              | Gimnasio Héctor Domínguez                     | Montevideo | 700                | Club Atlético Stockolmo                       |              |  |
|              | Gimnasio Roberto Moro                         | Montevideo | 660                | Club Social y Deportivo Sayago                |              |  |
|              | Gimnasio Héctor Novick                        | Montevideo | 500                | Montevideo                                    |              |  |
|              | Gimnasio Carlos Garbuyo                       | Montevideo | 480                | Club Sportivo Capitol                         |              |  |
|              | Club Atlético 25 de Agosto                    | Montevideo | 350                | Club Atlético 25 de Agosto                    |              |  |
|              | Verdirrojo BBC                                | Montevideo | 350                | Verdirrojo BBC                                |              |  |
|              | Club Social Larrañaga                         | Montevideo | 350                | Club Social Larrañaga                         |              |  |
|              | Institución Deportiva y Social Olivol Mundial | Montevideo | 350                | Institución Deportiva y Social Olivol Mundial |              |  |
|              | Gimnasio Cr. Osvaldo Dohir                    | Montevideo | 270                | Urunday Universitario                         |              |  |
|              | Miramar                                       | Montevideo | 200                | Miramar BBC (?)                               |              |  |
|              | Lagomar                                       | Canelones  | 170                | Lagomar Country Club                          |              |  |

Diese Tabelle erhebt keinen Anspruch auf Vollständigkeit.